# الكسندر غريغز
الكسندر غريغز هو سياسي أمريكي، ولد في 1838 في مارييتا في الولايات المتحدة، وتوفي في 1903 في وينتاتشي في الولايات المتحدة.